# Geodiplosis ranunculi
Geodiplosis ranunculi är en tvåvingeart som beskrevs av Jean-Jacques Kieffer 1909. Geodiplosis ranunculi ingår i släktet Geodiplosis och familjen gallmyggor. Inga underarter finns listade i Catalogue of Life.